# 7 Pułk Piechoty Legionów
7 pułk piechoty Legionów (7 pp Leg.) – oddział piechoty Polskiej Siły Zbrojnej oraz Wojska Polskiego II RP.

## Formowanie
Od lata 1917 r. do wiosny 1918 roku trwały w garnizonach Polskiej Siły Zbrojnej w Ostrowi Mazowieckiej i Zegrzu prace organizacyjne i szkolenie, które doprowadziły do sformowania w dniu 1 maja 1918 roku 1 pułku piechoty. Pułk składał się z trzech batalionów oraz z kompanii karabinów maszynowych, przy czym 12 kompania (garnizonowa) pełniła służbę asystencyjną w Warszawie. W listopadzie 1918 roku 1 pułk piechoty wziął udział w rozbrojeniu oddziałów niemieckich w Warszawie, Ostrowi Mazowieckiej i Małkini.
W związku z odtworzeniem pułków legionowych, 1 pułk piechoty, jako faktycznie młodszy, został na początku lutego 1919 roku przemianowany na 7 pułk piechoty Legionów.
W grudniu 1919 batalion zapasowy pułku stacjonował w Chełmie.

### Mapy walk pułku

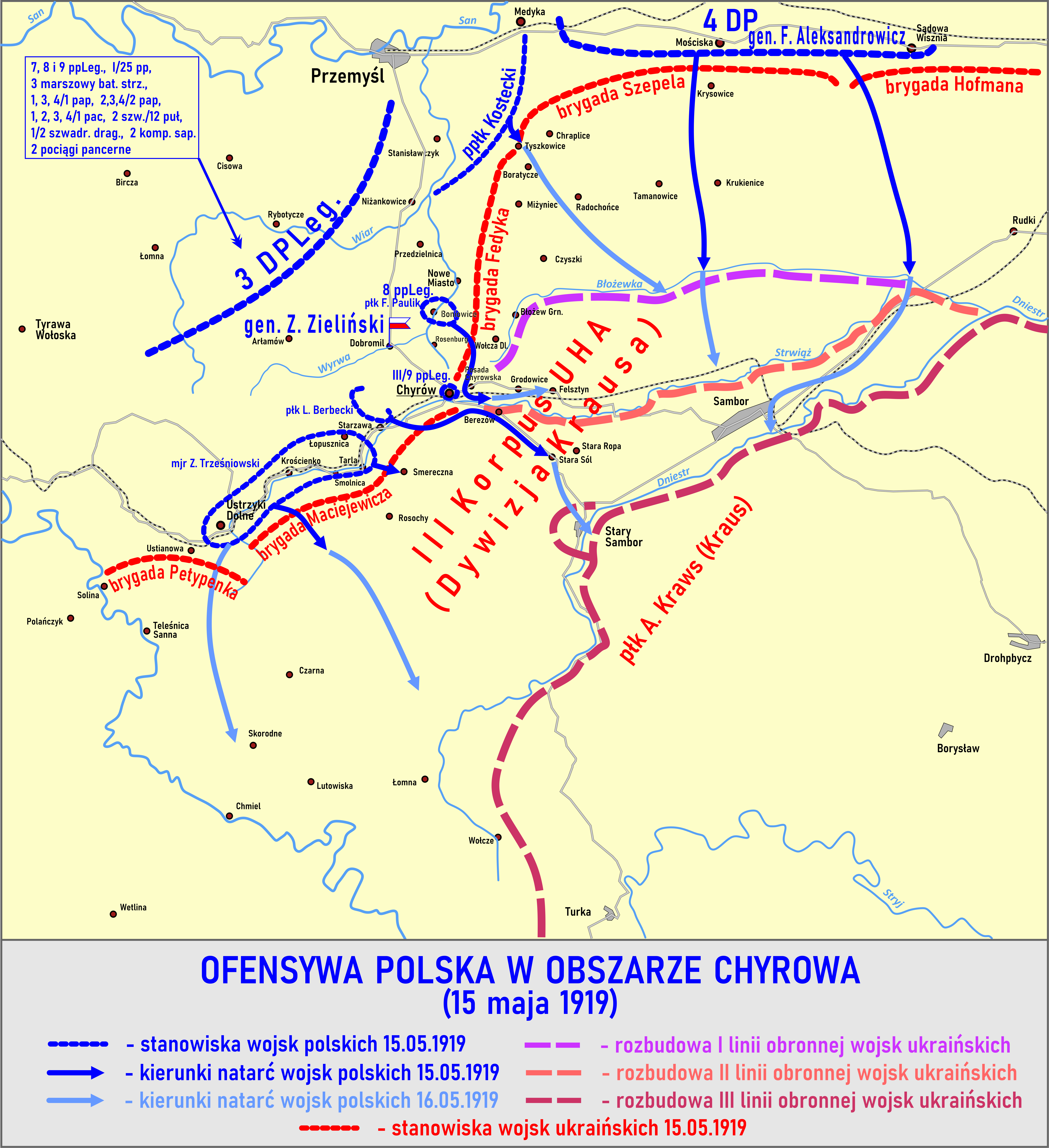
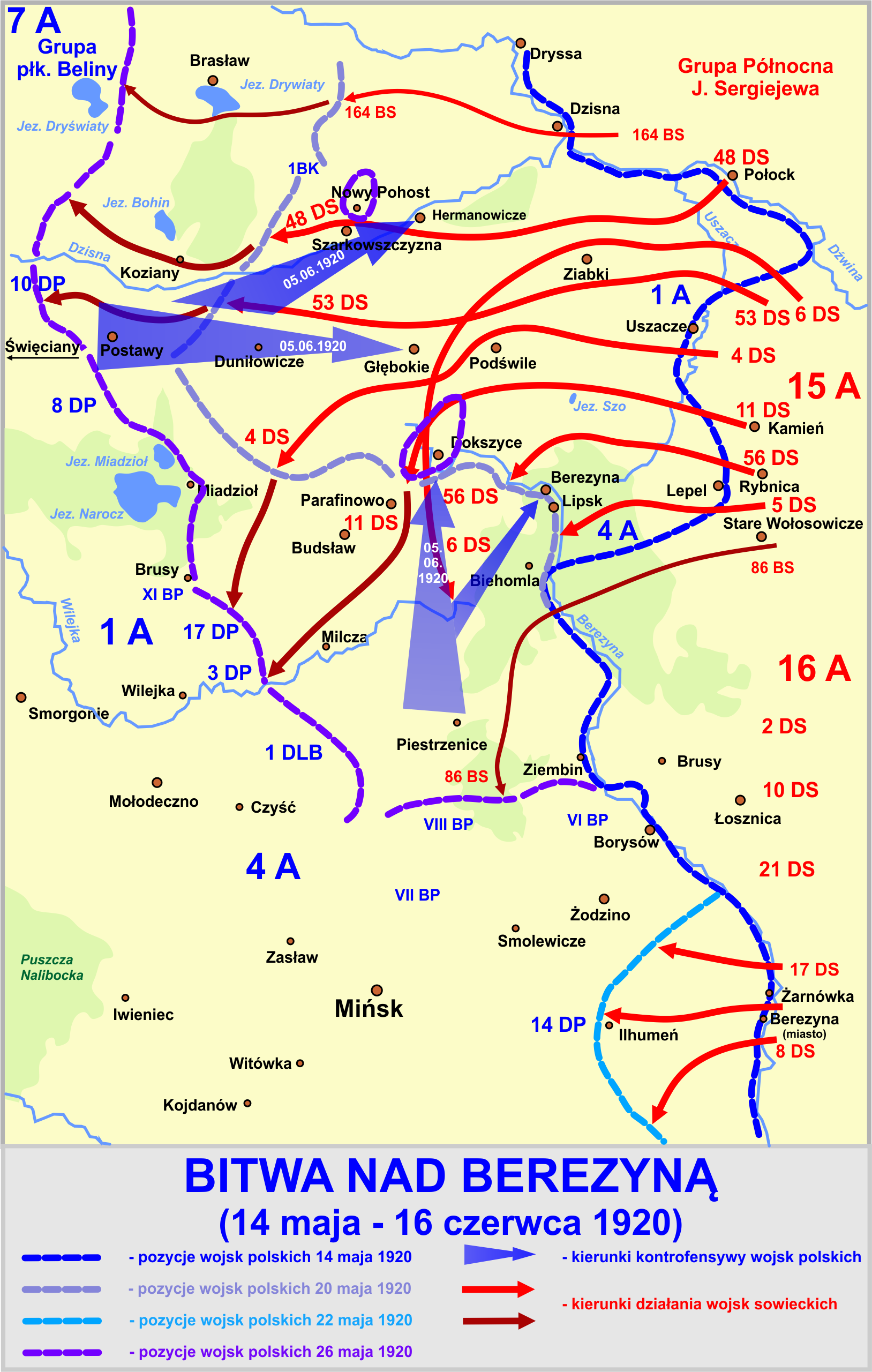
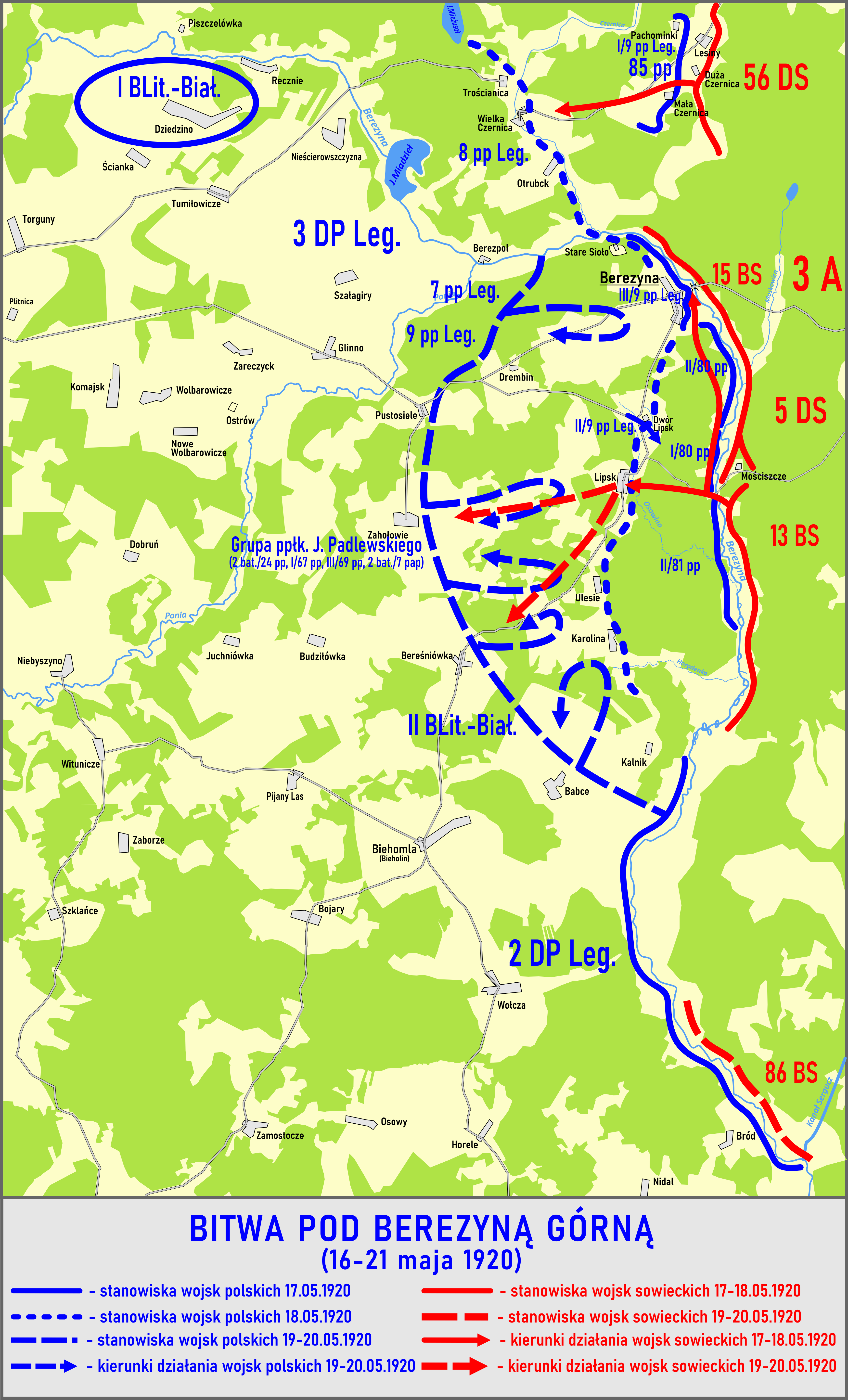
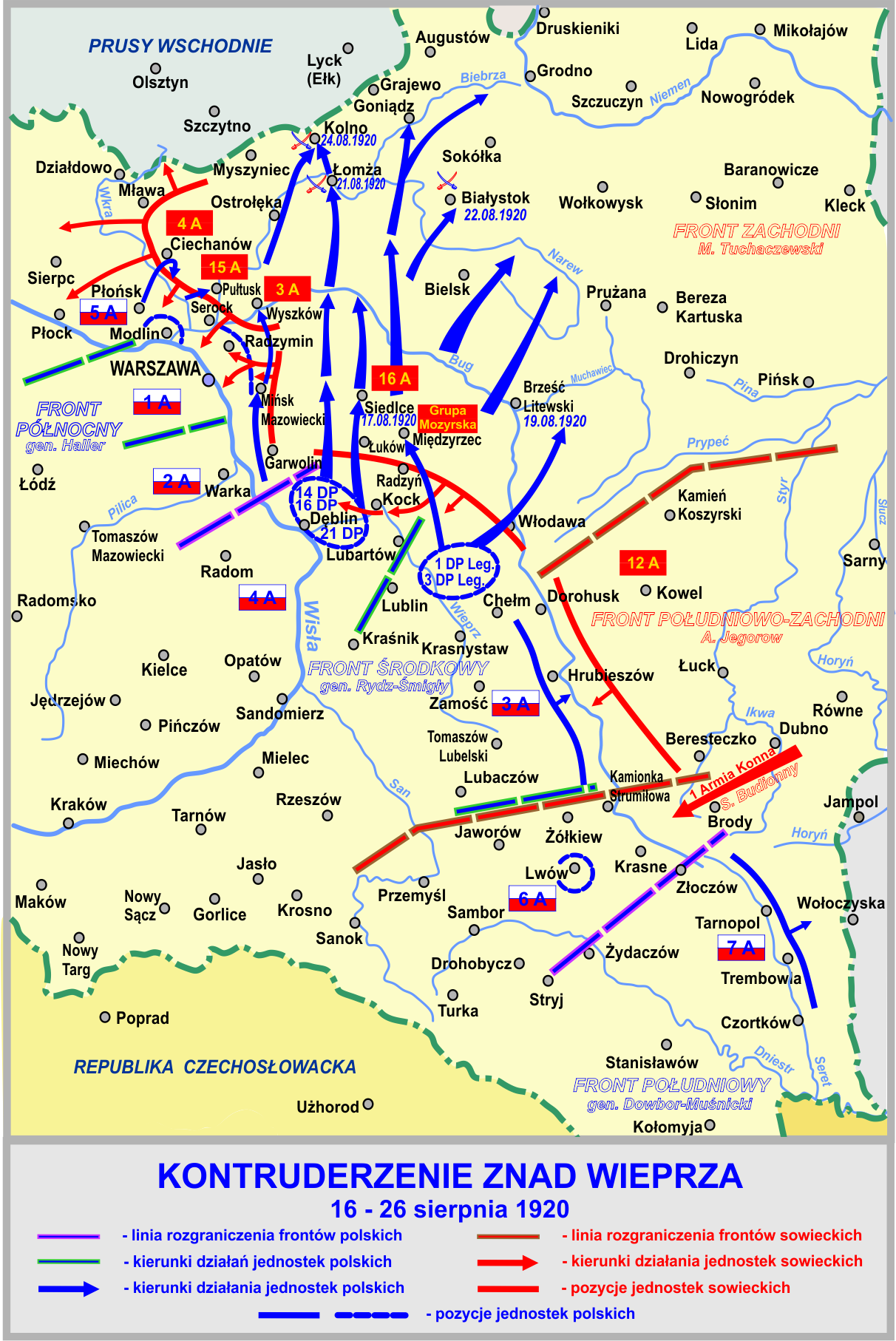
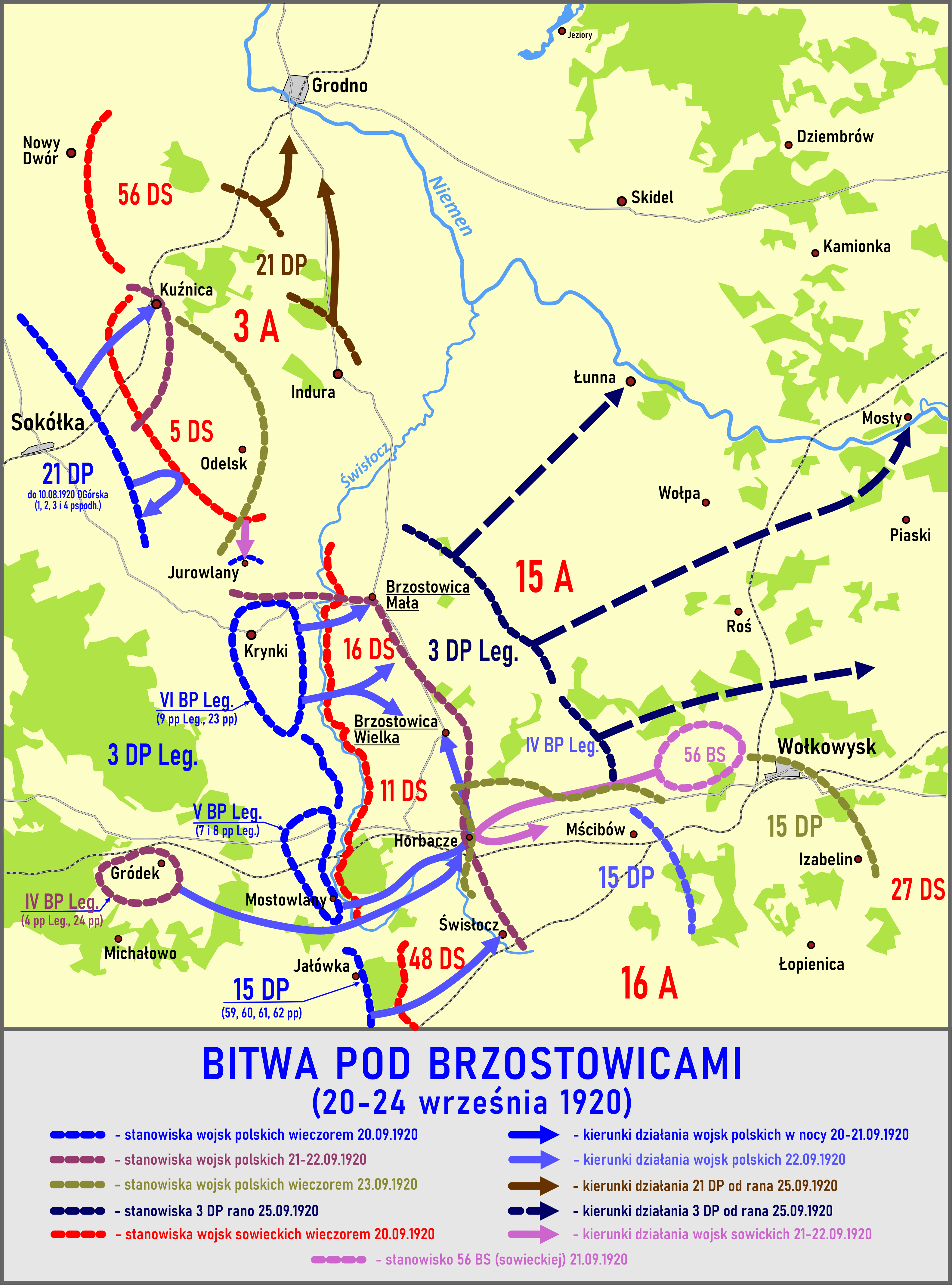
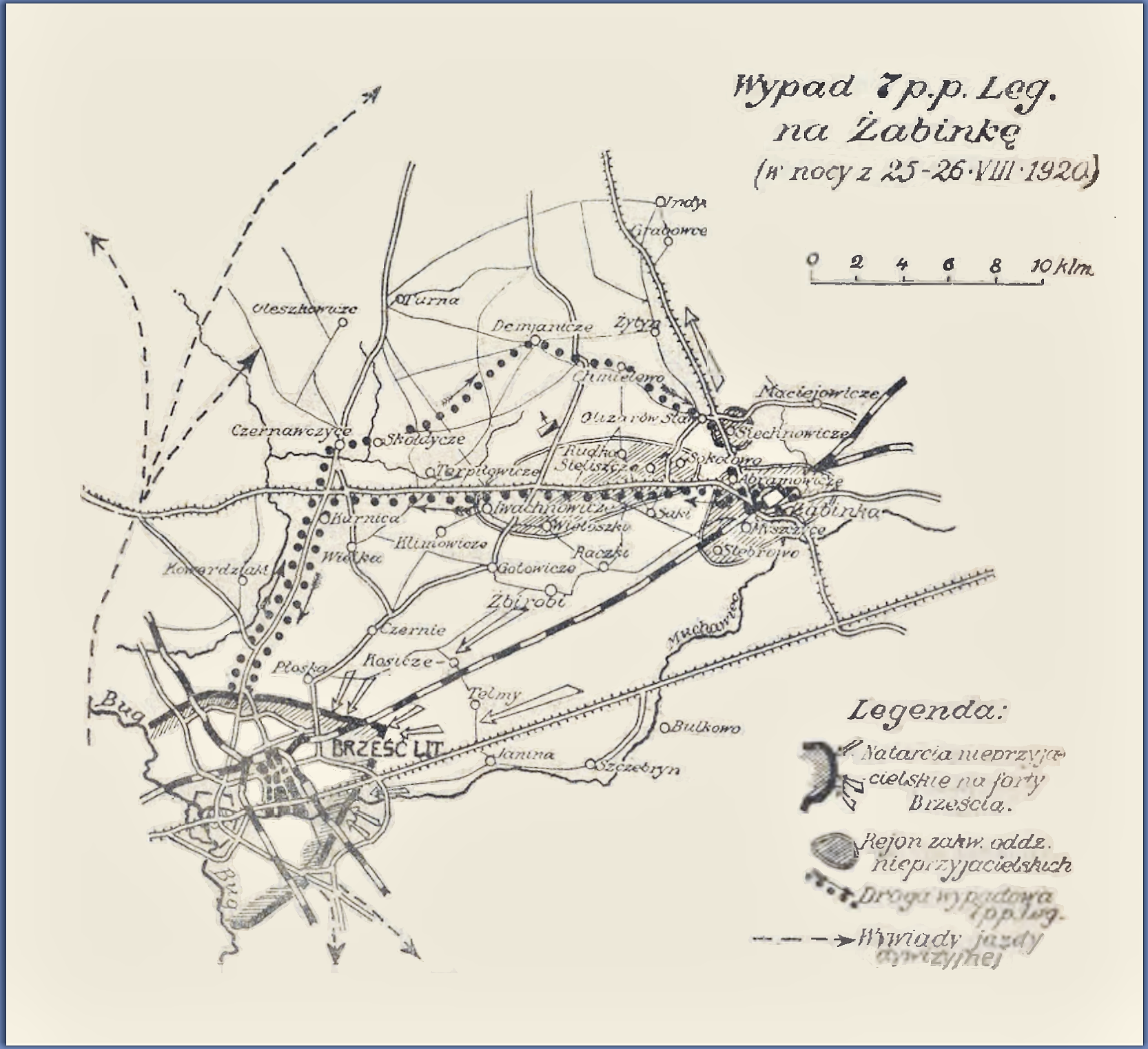
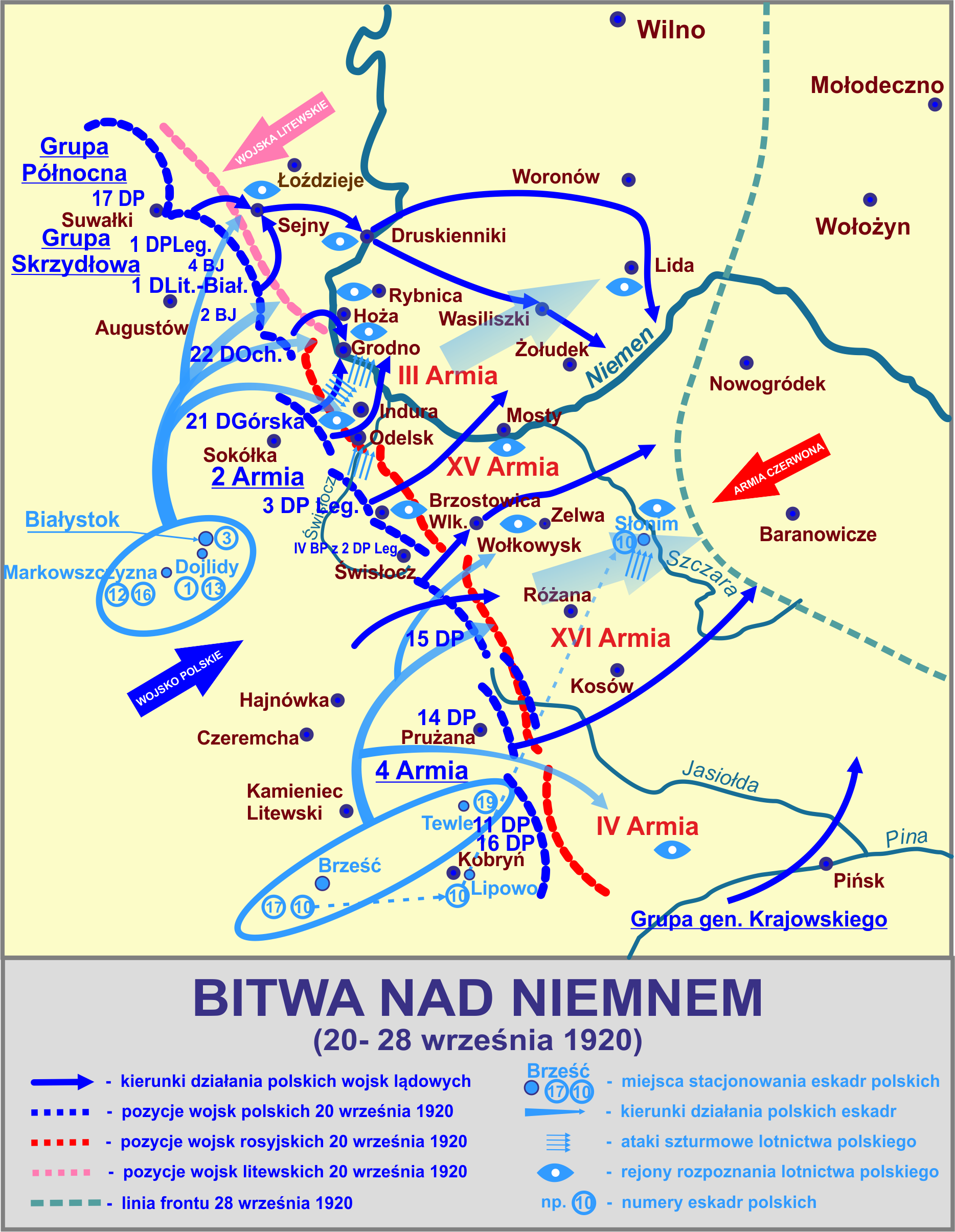
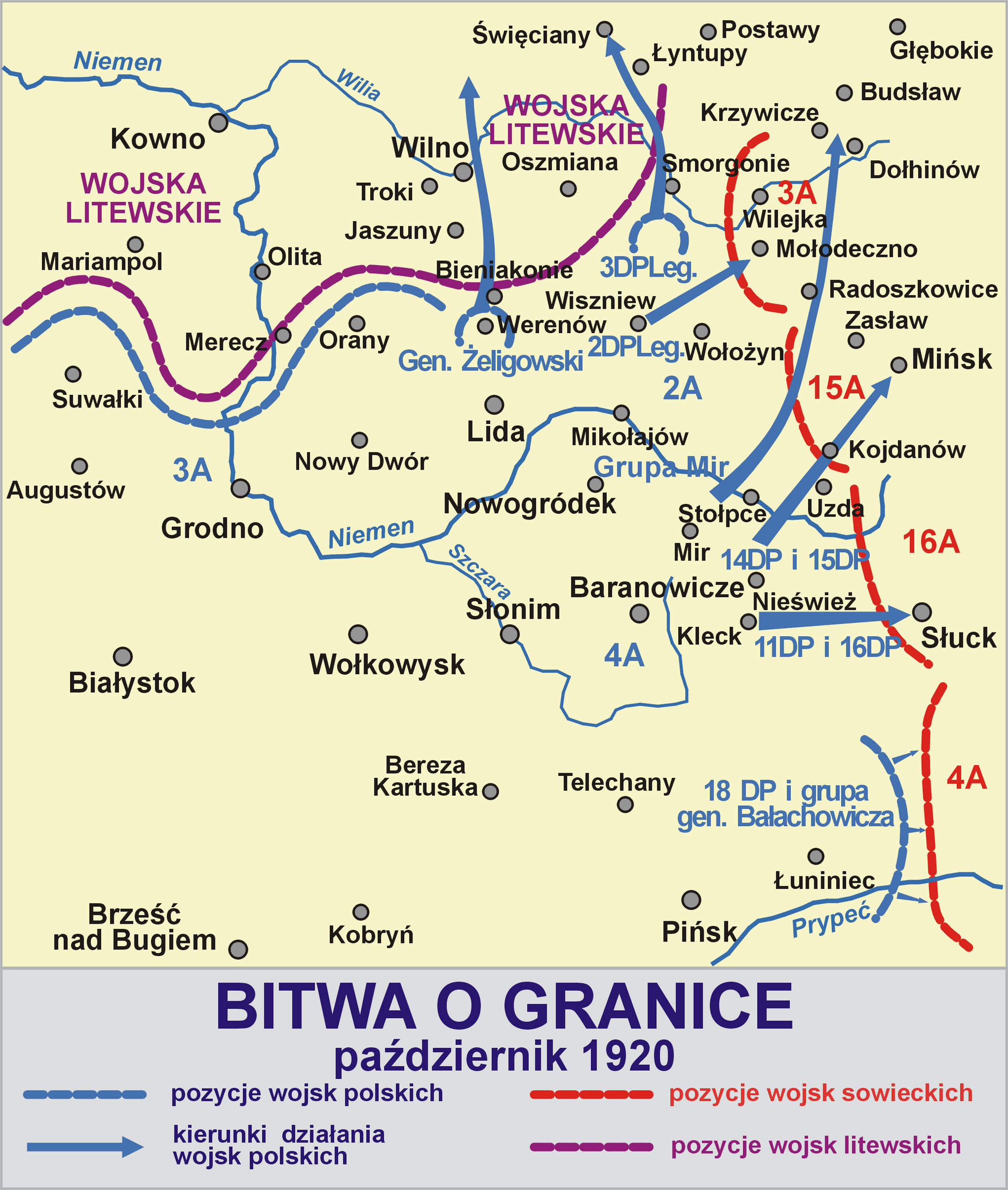
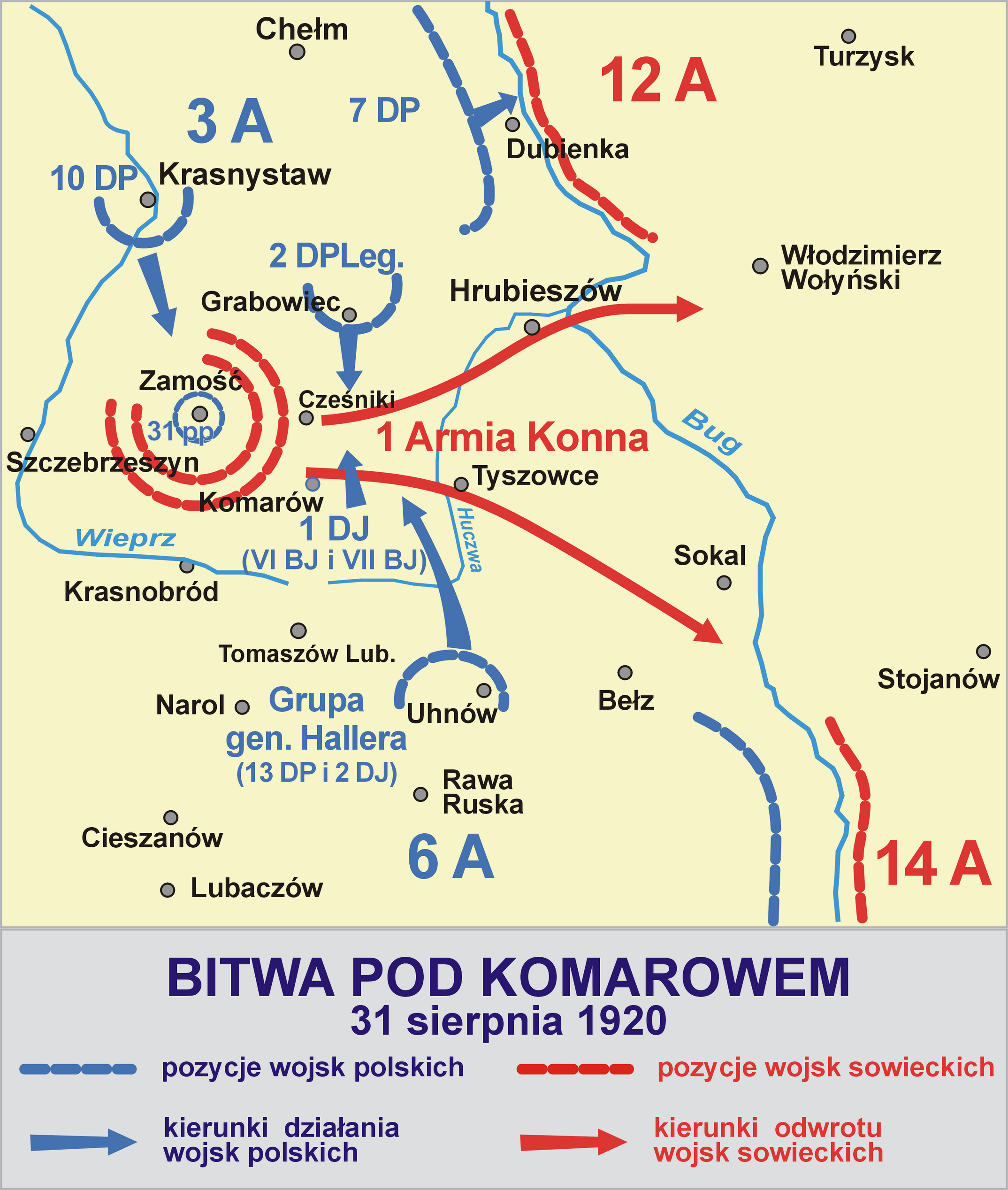

## Pułk w walce o granice

### Kawalerowie Virtuti Militari
| Żołnierze pułku odznaczeni Krzyżem Srebrnym Orderu Wojskowego Virtuti Militari za wojnę 1918-1920 | Żołnierze pułku odznaczeni Krzyżem Srebrnym Orderu Wojskowego Virtuti Militari za wojnę 1918-1920 | Żołnierze pułku odznaczeni Krzyżem Srebrnym Orderu Wojskowego Virtuti Militari za wojnę 1918-1920 |
| ------------------------------------------------------------------------------------------------- | ------------------------------------------------------------------------------------------------- | ------------------------------------------------------------------------------------------------- |
| st. sierż. Józef Balcerzak                                                                        | kpt. Józef Zończyk Bohusz                                                                         | st. sierż. Szczepan Boksa                                                                         |
| sierż. Gustaw Boliński                                                                            | szer. Tomasz Brzozowski                                                                           | por. Zygmunt Cwenarski                                                                            |
| kpt. Witold Czachowski                                                                            | st. szer. Władysław Czwarnowski                                                                   | kpt. dr Bronisław Daniec                                                                          |
| kpt. Bronisław Dorobczyński                                                                       | st. sierż. Józef Fink                                                                             | sierż. Andrzej Franczyk                                                                           |
| st. sierż. Kazimierz Głowacki nr 68                                                               | sierż. Jan Górniak                                                                                | por. Paweł Hajduk                                                                                 |
| por. Tadeusz Jakubowski                                                                           | sierż. Stanisław Karpała                                                                          | kpt. Kazimierz Kominkowski                                                                        |
| kpr. Wiktor Koczwarski                                                                            | ppor. Stanisław Kosiński                                                                          | mjr Michał Kostmanowicz                                                                           |
| kpt. Jerzy Oskierka-Kramarczyk                                                                    | sierż. Franciszek Król                                                                            | ppłk Zdzisław Maćkowski                                                                           |
| por. Ferdynand Markiewicz                                                                         | st. sierż. Bolesław Marzec                                                                        | ppor. Jan Mączyński                                                                               |
| kpt. Jan Michnowicz                                                                               | sierż. Bazyli Mik                                                                                 | kpt. Seweryn Monasterski                                                                          |
| kpt. Jan Niemiec-Moroński                                                                         | por. Kazimierz Pruszkowski                                                                        | kpr. Władysław Pyra                                                                               |
| plut. Henryk Schmalenberg                                                                         | por. Bronisław Sikorski                                                                           | chor. Stanisław Smolarek                                                                          |
| plut. Stanisław Sosnowski                                                                         | st. sierż. Józef Stanecki                                                                         | por. Adolf Staszkiewicz                                                                           |
| st. sierż. Stefan Stępień                                                                         | st. szer. Jan Sułowski                                                                            | st. sierż. Franciszek Tomczak                                                                     |
| kpt. Józef Warchałowski                                                                           | st. szer. Wacław Woroniecki                                                                       | por. Stefan Zając                                                                                 |
| por. Marcin Zalewski                                                                              | mjr Jan Zientarski                                                                                |                                                                                                   |

## Pułk w okresie pokoju
W okresie międzywojennym 7 pułk piechoty Legionów stacjonował na terenie Okręgu Korpusu Nr II w garnizonie Chełm. Wchodził w skład 3 Dywizji Piechoty Legionów.
19 maja 1927 roku Minister Spraw Wojskowych, marszałek Polski Józef Piłsudski ustalił i zatwierdził dzień 22 września jako datę święta pułkowego. Święto pułku obchodzono „w rocznicę największego zwycięskiego boju pod Brzostowicą Wielką”.
W 1930 roku, po wprowadzeniu nowej organizacji piechoty na stopie pokojowej, pułk szkolił rekrutów dla potrzeb 3 Batalionu Strzelców w Rembertowie.
24 września 1933 roku, w obecności Prezydenta RP Ignacego Mościckiego i generała dywizji Sławoj Składkowskiego, poświęcono Pomnik Poległych Żołnierzy 7 pp Leg. w wojnach o granice z lat 1918–1920.
8 czerwca 1939 roku w Warszawie odbył się Walny Zjazd Delegatów Koła Żołnierzy VI batalionu I Brygady Legionów Polskich. Obrady obywały się w Oficerskim Kasynie Garnizonowym. Obradom przewodniczył komendant koła, generał dywizji Tadeusz Piskor. W trakcie obrad przyjęto między innymi następujący wniosek: „na rozkaz Komendanta Józefa Piłsudskiego w maju 1915 został utworzony w Pierwszej Brygadzie z V i VI batalionów 7 pp, którego spadkobiercą bojowych tradycji jest obecny chełmski pp Leg. Armii Polskiej. Dla podkreślenia łączności ideowej VI baonu z chełmskim pp Leg. Walny Zjazd Delegatów Koła Żołnierzy VI batalionu I Brygady Leg. Pol. postanawia ufundować ze składek członków Koła sztandar dla chełmskiego pp Leg. Wykonanie niniejszej uchwały Zjazd powierza Komendzie Koła (...) Obecny na zjeździe dowódca chełmskiego pp Leg. prosił w imieniu pułku gen. Piskora o zgodę na nazwanie koszar pułku imieniem generała Piskora”.
| Obsada personalna i struktura organizacyjna w marcu 1939  | Obsada personalna i struktura organizacyjna w marcu 1939 |
| Stanowisko                                                | Stopień, imię i nazwisko                                 |
| Dowództwo, kwatermistrzostwo i pododdziały specjalne      | Dowództwo, kwatermistrzostwo i pododdziały specjalne     |
| --------------------------------------------------------- | -------------------------------------------------------- |
| dowódca pułku                                             | płk Władysław Muzyka                                     |
| I zastępca dowódcy pułku                                  | ppłk Stanisław Jan Gumowski                              |
| adiutant                                                  | kpt. Leon Alfred Karczewski                              |
| starszy lekarz                                            | kpt. lek. Marcin Maksymczuk                              |
| młodszy lekarz                                            | ppor. lek. Witold Zawidzki                               |
| II zastępca dowódcy pułku (kwatermistrz)                  | mjr Władysław II Sochacki                                |
| oficer mobilizacyjny                                      | kpt. adm. (piech.) Zygmunt Matras                        |
| zastępca oficera mobilizacyjnego                          | kpt. Jan Lekan                                           |
| oficer administracyjno-materiałowy                        | kpt. adm. (piech.) Józef II Dobija                       |
| oficer gospodarczy                                        | kpt. int. Wojciech II Widlarz                            |
| oficer żywnościowy                                        | chor. Józef Czyż                                         |
| oficer taborowy                                           | kpt. tab. Mikołaj Sukniewicz                             |
| kapelmistrz                                               | vacat                                                    |
| dowódca plutonu łączności                                 | por. Michał Bolesław Woźniak                             |
| dowódca plutonu artylerii piechoty                        | por. art. Andrzej Czerenkow                              |
| dowódca plutonu pionierów                                 | por. Stanisław Smyk                                      |
| dowódca plutonu przeciwpancernego                         | por. Bolesław Maliszewski                                |
| dowódca oddziału zwiadu                                   | por. Lotar Gerard Dolega                                 |
| I batalion                                                |                                                          |
| dowódca batalionu                                         | mjr Roman Stefan Grabiński                               |
| dowódca 1 kompanii                                        | kpt. Bolesław Marzec                                     |
| dowódca plutonu                                           | por. Feliks Kowalczuk                                    |
| dowódca 2 kompanii                                        | kpt. Gustaw Andrzej Cichocki                             |
| dowódca plutonu                                           | ppor. Zbigniew Tytus Halardziński                        |
| dowódca 3 kompanii                                        | por. Tadeusz Dziedzic                                    |
| dowódca plutonu                                           | ppor. Józef Czarnocki                                    |
| dowódca 1 kompanii km                                     | por. Stanisław Jan Lempert                               |
| dowódca plutonu                                           | ppor. Kazimierz Bełdowicz                                |
| dowódca plutonu                                           | ppor. Edwin Stelmaszewski                                |
| II batalion                                               |                                                          |
| dowódca batalionu                                         | mjr Ignacy Karandyszowski                                |
| dowódca 4 kompanii                                        | por. Jan Robert Adamski                                  |
| dowódca plutonu                                           | ppor. Czesław Wereszko                                   |
| dowódca 5 kompanii                                        | kpt. Adam Węgrzyniak                                     |
| dowódca plutonu                                           | por. Kazimierz Korowaj                                   |
| dowódca plutonu                                           | ppor. Agenor Jacek Walusiński                            |
| dowódca 6 kompanii                                        | por. Jan Marszałek                                       |
| dowódca plutonu                                           | ppor. Wiktor Lipski                                      |
| dowódca 2 kompanii km                                     | kpt. Wacław Stanisław Brożek                             |
| dowódca plutonu                                           | por. Mieczysław Barszczyński                             |
| dowódca plutonu                                           | ppor. Jerzy Zdzisław Lipniacki                           |
| III batalion                                              |                                                          |
| dowódca batalionu                                         | mjr Jan Marian Adamski                                   |
| dowódca 7 kompanii                                        | kpt. Stanisław Babiarz                                   |
| dowódca plutonu                                           | por. Zenon Starewicz                                     |
| dowódca plutonu                                           | ppor. Alfons Wojciech Wnuk                               |
| dowódca 8 kompanii                                        | kpt. Franciszek Teodor Jarocki                           |
| dowódca plutonu                                           | por. Ignacy Zarobkiewicz                                 |
| dowódca 9 kompanii                                        | kpt. Roman Hospodarewski                                 |
| dowódca plutonu                                           | por. Jan Kolenda                                         |
| dowódca plutonu                                           | ppor. Stanisław Sędziak                                  |
| dowódca 3 kompanii km                                     | por. Aleksander Białas                                   |
| dowódca plutonu                                           | por. Zygmunt Leopold Lehowitz                            |
| na kursie                                                 | ppor. Jan Krysiak                                        |
| 7 obwód przysposobienia wojskowego Chełm (przy 7 pp Leg.) |                                                          |
| kmdt obwodowy PW                                          | kpt. adm. (piech.) Józef Dubiński                        |
| kmdt powiatowy PW Chełm                                   | por. piech. Antoni Józef Pawlus                          |
| kmdt powiatowy PW Luboml                                  | por. kontr. piech. Władysław Orlik                       |
| zastępca kmdta PW Luboml                                  | ppor. kontr. piech. Eugeniusz Eckiert                    |
| kmdt powiatowy PW Krasnystaw                              | kpt. adm. (piech.) Jan Cywicki                           |

## Pułk w kampanii wrześniowej
| Struktura organizacyjna i obsada personalna we wrześniu 1939 | Struktura organizacyjna i obsada personalna we wrześniu 1939 |
| Stanowisko                                                   | Stopień, imię i nazwisko                                     |
| Dowództwo                                                    | Dowództwo                                                    |
| ------------------------------------------------------------ | ------------------------------------------------------------ |
| dowódca pułku                                                | płk piech. Władysław Muzyka                                  |
| I adiutant                                                   | kpt. Adam Węgrzyniak                                         |
| II adiutant                                                  | por. rez. Wacław Englert                                     |
| oficer informacyjny                                          | NN                                                           |
| oficer łączności                                             | kpt. Władysław Panicz                                        |
| kwatermistrz                                                 | mjr Jan Sochacki                                             |
| oficer płatnik                                               | por. rez. Antoni Budny                                       |
| oficer żywnościowy                                           | chor. Józef Czyż                                             |
| naczelny lekarz                                              | kpt. rez. lek. dr Wiktor Maleszewski                         |
| kapelan                                                      | ks. kpl. rez. Stanisław Syper                                |
| dowódca kompanii gospodarczej                                | ppor. rez. Henryk Jędrzejewski                               |
| I batalion                                                   |                                                              |
| dowódca batalionu                                            | mjr Roman Grabiński †23 IX Antoniówka                        |
| adiutant batalionu                                           | ppor. rez. Roman Dymel                                       |
| dowódca 1 kompanii strzeleckiej                              | kpt. Bolesław Marzec ? por. Tadeusz Makowski                 |
| dowódca I plutonu                                            | ppor. rez. Wacław Matysek                                    |
| dowódca 2 kompanii strzeleckiej                              | kpt. Gustaw Cichocki                                         |
| dowódca I plutonu                                            | ppor. rez. Kazimierz Berezecki                               |
| dowódca 3 kompanii strzeleckiej                              | por. Makuch                                                  |
| dowódca 3 kompanii strzeleckiej                              | por. Zenon Starewicz                                         |
| dowódca 1 kompanii ckm                                       | por. Stanisław Lempert                                       |
| dowódca 1 kompanii ckm                                       | ppor. rez. Antoni Iwaniec                                    |
| II batalion                                                  |                                                              |
| dowódca batalionu                                            | mjr Ignacy Karandyszowski                                    |
| adiutant II batalionu                                        | ppor. rez. Józef Rachwalski                                  |
| dowódca 4 kompanii strzeleckiej                              | por. Józef Jurałomski                                        |
| dowódca 5 kompanii strzeleckiej                              | por. Kazimierz Korowaj                                       |
| dowódca 6 kompanii strzeleckiej                              | por. rez. Bronisław Łokaj                                    |
| dowódca 2 kompanii ckm                                       | kpt. Wacław Brożek                                           |
| III batalion                                                 |                                                              |
| dowódca batalionu                                            | mjr Jan Adamski                                              |
| adiutant III batalionu                                       | ppor. rez. Franciszek Adamczuk                               |
| dowódca 7 kompanii strzeleckiej                              | por. Stanisław Brożek                                        |
| dowódca plutonu                                              | ppor. rez. mgr Janusz Olesiński                              |
| dowódca 8 kompanii strzeleckiej                              | por. Franciszek Jarocki                                      |
| dowódca 9 kompanii strzeleckiej                              | kpt. Roman Hospodarewski                                     |
| dowódca 3 kompanii ckm                                       | por. Aleksander Białas                                       |
| Pododdziały specjalne                                        |                                                              |
| dowódca kompanii zwiadowczej                                 |                                                              |
| dowódca kompanii przeciwpancernej                            | por. Edward Maliszewski                                      |
| dowódca plutonu artylerii piechoty                           | por. Anjdrzej Czerenkow                                      |
| dowódca kompanii technicznej                                 | NN                                                           |
| dowódca plutonu pionierów                                    |                                                              |
| dowódca plutonu przeciwgazowego                              | por. Mieczysław Barszczyński                                 |

## Symbole pułku
Sztandar
22 września 1921 roku, w Podbrodziu, w rocznicę bitwy pod Brzostowicą, płk Władysław Bończa-Uzdowski w imieniu Naczelnika Państwa i Naczelnego Wodza wręczył dowódcy pułku chorągiew ufundowaną przez Związek Ziemian Ziemi Chełmskiej. Chorągiew poświęcił ks. bp Władysław Bandurski. Rodzicami chrzestnymi zostali Irena Iżycka i Wacław Rzewuski. Losy sztandaru po 1939 nie są znane.
Odznaka pamiątkowa
6 września 1929 roku Minister Spraw Wojskowych, marszałek Polski Józef Piłsudski zatwierdził wzór i regulamin odznaki pamiątkowej 7 Pułku Piechoty Legionów. Odznaka o wymiarach 40 x 40 mm ma kształt krzyża emaliowanego w kolorze granatowym. Środek wypełnia romb z orłem wojskowym II i III Brygady Legionów Polskich z 1916, w koronie zamkniętej na tle czerwonej emalii. Pola między ramionami krzyża wypełnione są numerem i inicjałami „7 PPL”. Wieloczęściowa - wykonana w srebrze lub w tombaku srebrzonym, emaliowana, łączona trzema nitami. Wykonawcą odznaki był Wiktor Gontarczyk z Warszawy.

## Żołnierze pułku
Dowódcy pułku
- ppłk Karol Udałowski (1 V 1918 – 16 III 1920)
- mjr Zdzisław Trześniowski (p. o. 2 V 1919 – 2 VI 1920)
- ppłk / płk piech. Zdzisław Maćkowski (17 VII 1920 – 13 VI 1923 → dowódca 86 pp[22])
- płk piech. Michał Micewicz (od 13 VI 1923[22])
- płk Mieczysław Więckowski (XI 1925 - † 13 V 1926)
- ppłk / płk dypl. piech. Stanisław Borowiec (14 X 1926 – 18 VI 1930 → dowódca piechoty dywizyjnej 2 DP Leg.)
- ppłk / płk piech. Stanisław Dąbek (VI 1930 – X 1937 → dowódca 52 pp)
- ppłk / płk piech. Władysław Muzyka (XI 1937 – 8 IX 1939 ranny)
- mjr piech. Roman Stefan Grabiński (8 – †23 IX 1939 Antoniówka)

Zastępcy dowódcy pułku (od 1938 – I zastępca dowódcy pułku)

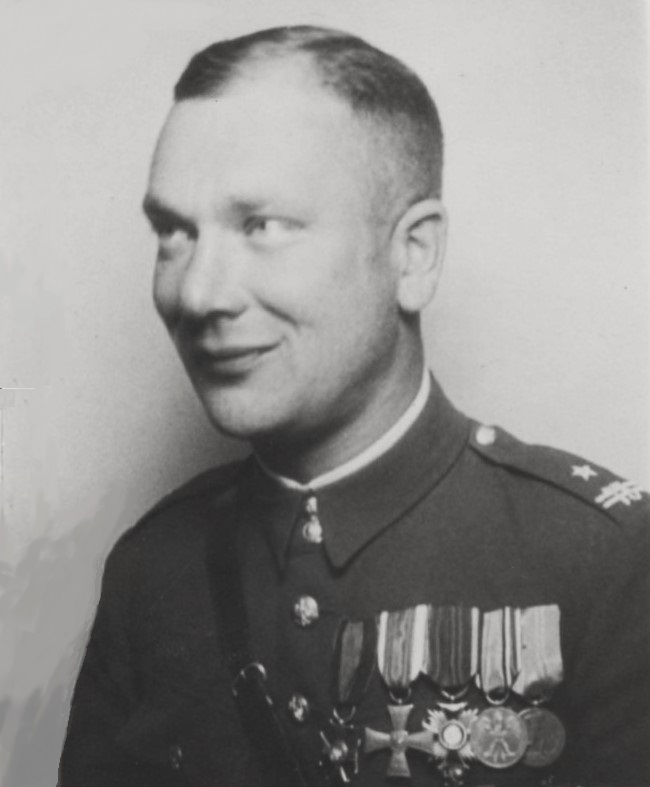
Stanisław Jan Gumowski (przed 1934)

- ppłk piech. Karol Guilleaume (10 VII 1922 – 20 X 1923 → zastępca dowódcy 63 pp[24])
- mjr piech. Bolesław Pytel (20 X 1923 – 3 X 1924 → dowódca 10 baonu granicznego)
- ppłk piech. Bolesław Menderer (XII 1924[25] – III 1926 → oficer PW 24 DP[26])
- ppłk piech. Stanisław Dąbek (11 III 1926 – 24 VII 1928 → komendant SPRez. Piech. nr 4)
- ppłk dypl. piech. Jarosław Szafran (5 XI 1928 – 23 XII 1929 → Inspektorat Armii w Warszawie)
- ppłk piech. Zdzisław Zajączkowski (21 I 1930 – 28 VI 1933 → zastępca szefa Dep. Piech. MSWojsk.)
- ppłk dypl. piech. dr Stanisław Biegański (od 28 IX 1933)
- ppłk piech. Władysław Muzyka (do XI 1937 → dowódca pułku)
- ppłk piech. Stanisław Jan Gumowski (1938 – IX 1939)

### Żołnierze 7 pułku piechoty Legionów – ofiary zbrodni katyńskiej
Biogramy ofiar zbrodni katyńskiej znajdują się między innymi w bazach udostępnionych przez Ministerstwo Kultury i Dziedzictwa Narodowego oraz Muzeum Katyńskie.
| Nazwisko i imię           | stopień              | zawód             | miejsce pracy przed mobilizacją   | zamordowany |
| ------------------------- | -------------------- | ----------------- | --------------------------------- | ----------- |
| Zygmunt Bończa-Bończewski | ppor. rez.           |                   |                                   | Katyń       |
| Borzuchowski Tadeusz      | ppor. rez.           | nauczyciel        | Szkoła w Szudziałowie             | Katyń       |
| Freyd Aleksander          | kpt. rez.            | lekarz internista | wykładowca Wolnej Wszechnicy      | Katyń       |
| Jaźwierski Józef          | ppor. rez.           | nauczyciel        | Państwowe Pedagogium w Lublinie   | Katyń       |
| Kruszyński Anatol         | ppor. rez.           | prawnik           |                                   | Katyń       |
| Łaszcz Feliks             | ppor. rez.           | lekarz            | praktyka w Mniowie                | Katyń       |
| Perec Hilary              | ppor. rez.           | prawnik           |                                   | Katyń       |
| Piłat Franciszek          | ppor. rez.           | nauczyciel        | szkoła powszechna                 | Katyń       |
| Pobudejski Józef          | ppor. rez.           | księgowy          | Grodzka Izba Skarbowa w Warszawie | Katyń       |
| Przeworski Mieczysław     | ppor. rez.           | urzędnik          | Urząd Skarbowy w Lublinie         | Katyń       |
| Bieniuta Romuald          | podporucznik rezerwy | prawnik, mgr      | PZUW we Lwowie                    | Charków     |
| Jakubowski Lucjan         | porucznik rezerwy    | technik budowany  | Ministerstwo Komunikacji          | Charków     |
| Okoń Aleksander           | podporucznik rezerwy | nauczyciel        | szkoła powszechna                 | Charków     |
| Sztokdrajer Kazimierz     | podporucznik rezerwy | nauczyciel        | szkoła w Dębowej Kłodzie          | Charków     |
| Zwierko Władysław         | podporucznik rezerwy | prawnik, mgr      |                                   | Charków     |
| Więckowicz Jan            | sierż. rez.          | destylator        | fabryka Polmin w Drohobyczu       | ULK         |

## Upamiętnienie

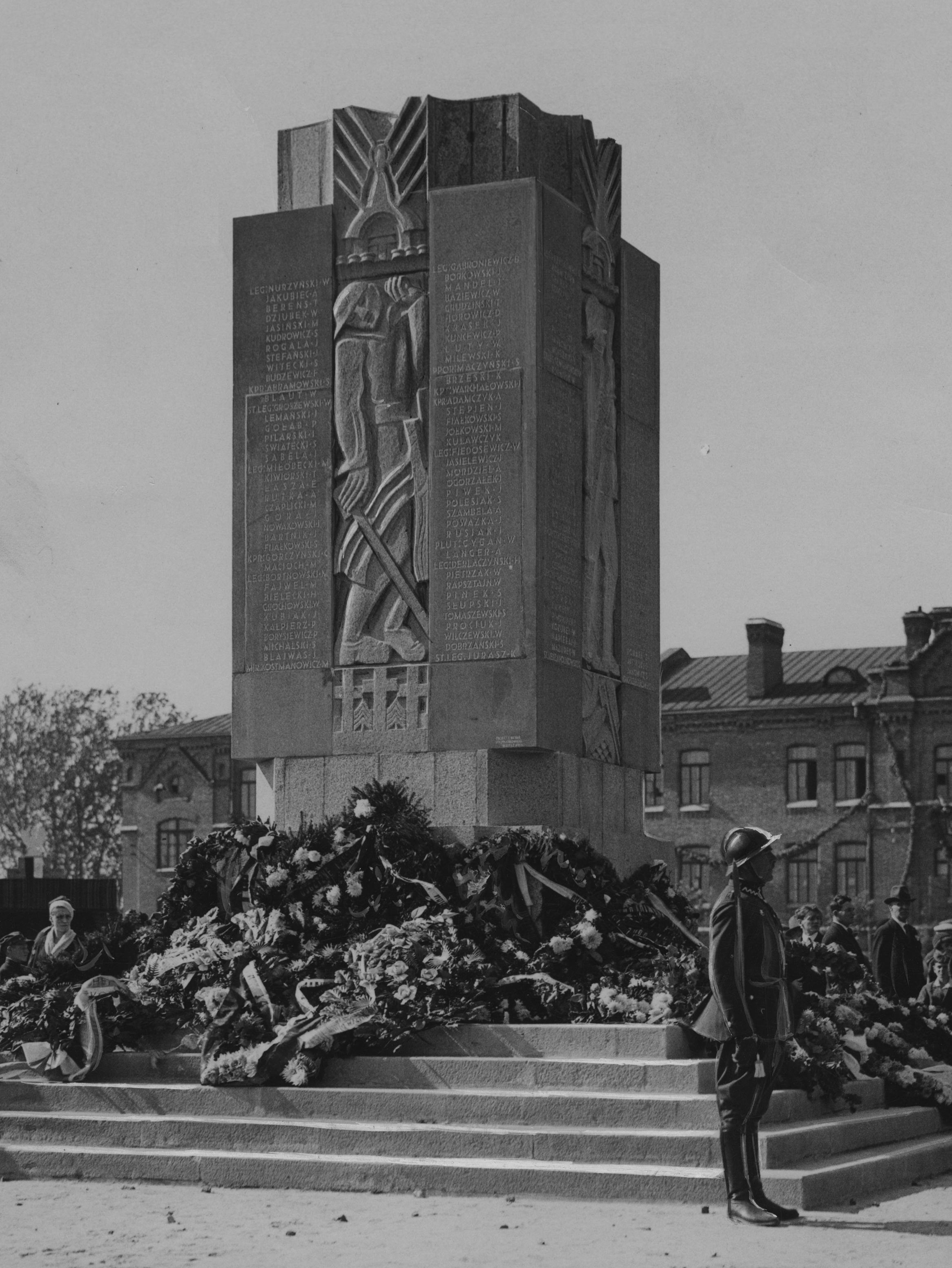
Pomnik ku czci poległych żołnierzy 7 pp Leg. - Chełm Lubelski